# 潔西卡·史瓦茲
潔西卡·史瓦茲（德語：Jessica Schwarz；1977年5月5日—），德國女演員和電視名人，因出演過電影《最後一次心動》、《香水》、《天神愛光臨》及《人約巴黎》而受引人矚目，此時，她曾經被提名獲得德國電影獎最佳女主角獎。

## 簡介
1993年，她於德國青少年雜誌「Bravo Girl」票選”漂亮寶貝”中奪冠。17歲她踏入模特兒界，在模特兒界相當有知名度。2000年首度登上大銀幕拍攝關於城市性新聞的紀錄片，同時她也從事音樂類型的廣播媒體主持人，在廣播界闖出不小的名號。2001年潔西卡與以《再見列寧》獲德國奧斯卡影帝丹尼爾·布爾合作由亨德利克·荷斯曼所編寫的《絕不後悔》而擦出愛的火花而訂婚。但2005年她更以《最後一次心動》奪下了「巴伐利亞影展」影后大獎。

## 電影
| 年分 | 中文譯名     | 英文譯名                         |
| ---- | ------------ | -------------------------------- |
| 2004 | 最後一次心動 | Off Beat                         |
| 2006 | 香水         | Perfume: The Story of a Murderer |
| 2012 | 天神愛光臨   | Jesus Loves Me                   |
| 2013 | 人約巴黎     | Adieu Paris                      |

## 外部連結
- 潔西卡·史瓦茲在互联网电影资料库（IMDb）上的資料（英文）
- 潔西卡·史瓦茲的Instagram帳戶